# Tésa
Tésa é um município da Hungria, situado no condado de Peste. Tem 4,38 km² de área e sua população em 2015 foi estimada em 78 habitantes.